# Chinolin-6-sulfonsäure
Chinolin-6-sulfonsäure ist eine heterocyclische chemische Verbindung, welche aus einem Chinolingerüst besteht, das in 6-Position eine Sulfonsäuregruppe trägt.

## Darstellung
Chinolin-6-sulfonsäure kann nicht direkt durch Sulfonierung von Chinolin mit Oleum bei moderater Temperatur hergestellt werden. Hierbei entsteht ein Gemisch aus den in 5- und 8-Position substituierten Derivaten, da die elektrophile aromatische Substitution an diesen Positionen am schnellsten abläuft. Deshalb handelt es sich dabei um die kinetischen Reaktionsprodukte. Bei Erhitzung des Produktgemischs auf über 250 °C findet jedoch eine Isomerisierung zur thermodynamisch günstigeren Chinolin-6-sulfonsäure statt.